# Calamaria gracilima
Calamaria gracilima е вид влечуго от семейство Calamariidae.

## Разпространение
Видът е разпространен в Малайзия (Саравак).